# Ecaterina Szabo
Ecaterina Szabo (en hongarès: Szabó Katalin) (Zagon, Romania, 22 de gener de 1967) és una gimnasta artística romanesa guanyadora de cinc medalles olímpiques.

## Biografia
Va néixer el 22 de gener de 1967 a la ciutat de Zagon, població situada a la província de Covasna, que en aquells moments formava part de la República Popular de Romania i avui dia de Romania, en una família d'ètnia hongaresa.

## Carrera esportiva
Es va donar a conèixer internacionalment al Campionat d'Europa de 1983 realitzat a Göteborg (Suècia), on aconseguí guanyar cinc medalles, entre les quals dues medalles d'or.
Va participar, als 16 anys, als Jocs Olímpics d'Estiu de 1984 celebrats a Los Angeles (Estats Units) on, amb l'absència dels països del bloc de l'Est deguda al boicot polític organitzat per la Unió Soviètica, es convertí en la gran favorita, i aconseguí guanyar la medalla d'or en el concurs complet (per equips), exercici de terra, barra d'equilibris (empatada amb la seva compatriota Simona Pauca) i salt sobre cavall. La prova més compromesa fou el concurs complet (individual), on Szabo pogué guanyar la medalla de plata just per darrere de la nord-americana Mary Lou Retton, esdevenint aquesta la primera campiona individual olímpica que no era de l'Europa de l'Est.
Al llarg de la seva carrera aconseguí guanyar deu medalles en el Campionat del Món de gimnàstica artística, entre les quals dues d'or. La més recordada és la medalla d'or per equips aconseguida l'any 1987 per davant de l'equip soviètic (la tercera vegada que això succeïa des de la participació de l'equip soviètic).